# Matthew Lloyd
Matthew Lloyd (ur. 24 maja 1983 w Melbourne) – australijski kolarz szosowy, zawodnik profesjonalnej grupy Lampre-Merida. 

## Najważniejsze osiągnięcia
- 2004
  - 1. miejsce na 12. etapie Herald Sun Tour
- 2005
  -  1. miejsce w mistrzostwach Australii (do lat 23, criterium)
  - 1. miejsce w Tour of Wellington
    - 1. miejsce na 5. etapie
- 2006
  - 1. miejsce na 1. etapie Tour of Japan
  - 1. miejsce na 5. etapie Herald Sun Tour
- 2007
  - 4. miejsce w Herald Sun Tour
- 2008
  -  1. miejsce w mistrzostwach Australii (start wspólny)
- 2010
  - 1. miejsce na 6. etapie Giro d'Italia
    -  1. miejsce w klasyfikacji górskiej

## Starty w Wielkich Tourach
| Grand Tour | 2007 | 2008 | 2009 | 2010 | 2011 | 2012 | 2013 |
| ---------- | ---- | ---- | ---- | ---- | ---- | ---- | ---- |
| Giro       | 61.  | 30.  | -    | 50.  | 70.  | -    | -    |
| Tour       | -    | -    | 46.  | 47.  | -    | DNF  | -    |
| Vuelta     | -    | DNF  | 50.  | -    | -    | -    | ?    |